# Coryphaenoides gypsochilus
Coryphaenoides gypsochilus es una especie de pez de la familia Macrouridae en el orden de los Gadiformes.

## Morfología
• Los machos pueden llegar alcanzar los 43,7 cm de longitud total.

## Hábitat
Es un pez de aguas profundas que vive entre 630-900 m de profundidad.

## Distribución geográfica
Se encuentran en las Islas Galápagos.